# Radiocommande

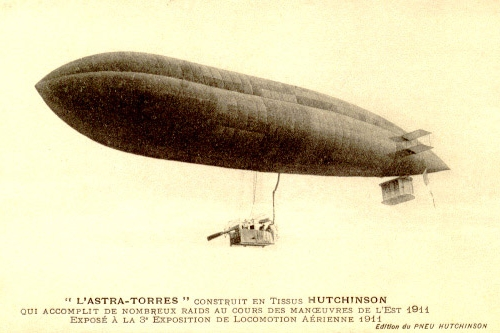
LAstraTorres de Leonardo Torres Quevedo, premier aéronef télécommandé en 1911.

Une radiocommande est un type de télécommande, un outil permettant de contrôler à distance un appareil, via de la radiocommunication.
Ce type de commande est utilisé dans l'aéronautique, l'aérospatiale, le modélisme, ou encore des situations, ou une action pouvant être dangereuse pour les humains dans lequel un robot radiocommandé intervient.

## Histoire
En 1894, le Britannique Oliver Lodge, utilise le cohéreur du français Édouard Branly, pionnier de la radio, pour permettre à un galvanomètre à miroir (en) de déplacer un rayon de lumière lorsqu'une onde électromagnétique est générée artificiellement. Ce procédé a été ultérieurement raffiné par l'Italien Guglielmo Marconi et le Gallois William Preece (en), dans une démonstration qui prend place le 12 décembre 1896 au Toynbee Hall, à Londres, dans laquelle une cloche sonne en appuyant sur le bouton d'une boîte sans connexion filaire.
Le 28 juillet 1898, les britanniques Ernest Wilson et Charles John Evans, déposent une demande de brevet aux États-Unis à propos de « contrôle sans fil de vaisseaux dirigeables autopropulsés dirigeables » qui donnera lieu au brevet US Patent No. 663,400 en 1900. D'après l'ouvrage de Benjamin Franklin Miessner « Radiodynamics, the wireless control of torpedoes and other mechanisms » publié en 1916, ils auraient déjà obtenu un brevet britannique en 1897. Le but de ce projet est de pouvoir contrôler des torpilles à distance, depuis un navire. Les auteurs inventent au sein de ce projet la porte logique ET,.
L'Espagnol Leonardo Torres Quevedo invente le premier telekino (du grec tele (loin) et kino (movement). Il s'agit d'un système reprenant un code proche du télégraphe commandant le servomoteur. Il écrit dans son brevet « L'invention comprend essentiellement une transmission télégraphique, avec ou sans fil, déterminant la position d'une aiguille qui régule le servomoteur (contrôleur, commutateur ou moteur) qui active[ou fait se mouvoir] un quelconque appareil ». Il demande son Brevet en France en décembre 1902. Il l'applique au premier aéronef radiocommandé de l'histoire, un aérostat dirigeable semi-rigide.

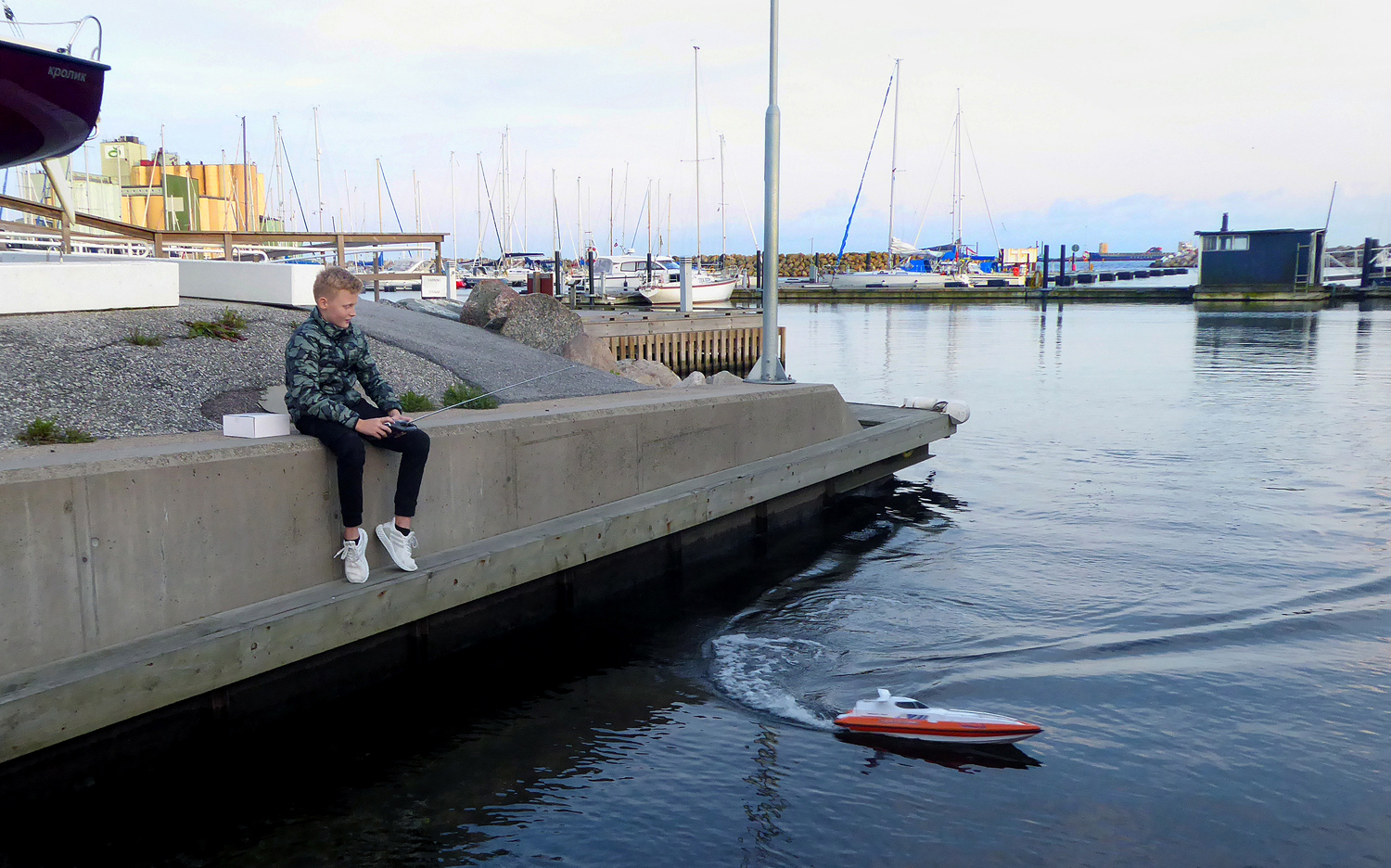
Un garçon conduit son bateau radiocommandé dans le port de plaisance de Ystad.
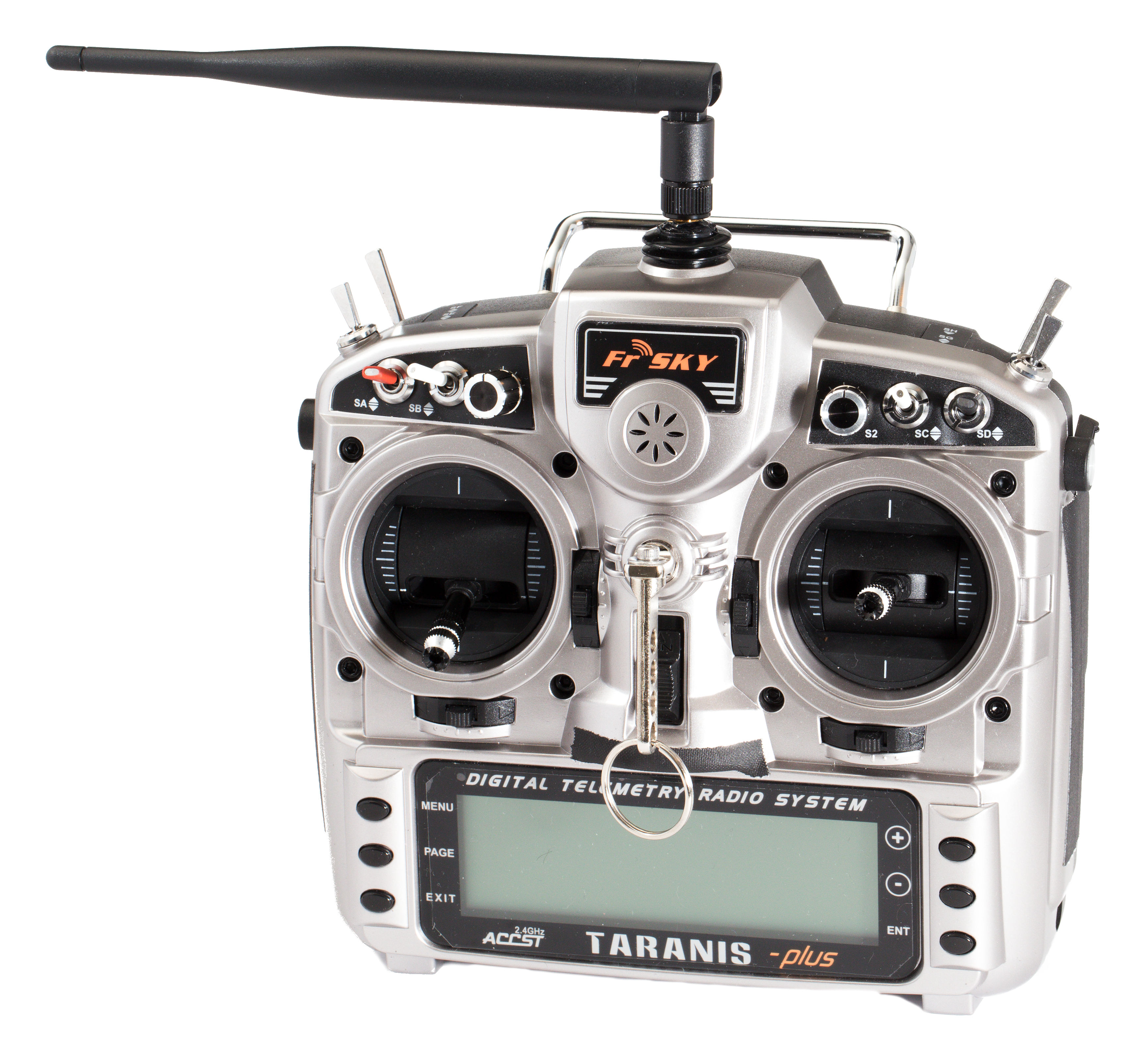
radiocommande de modélisme utilisé pour les drones en FPV
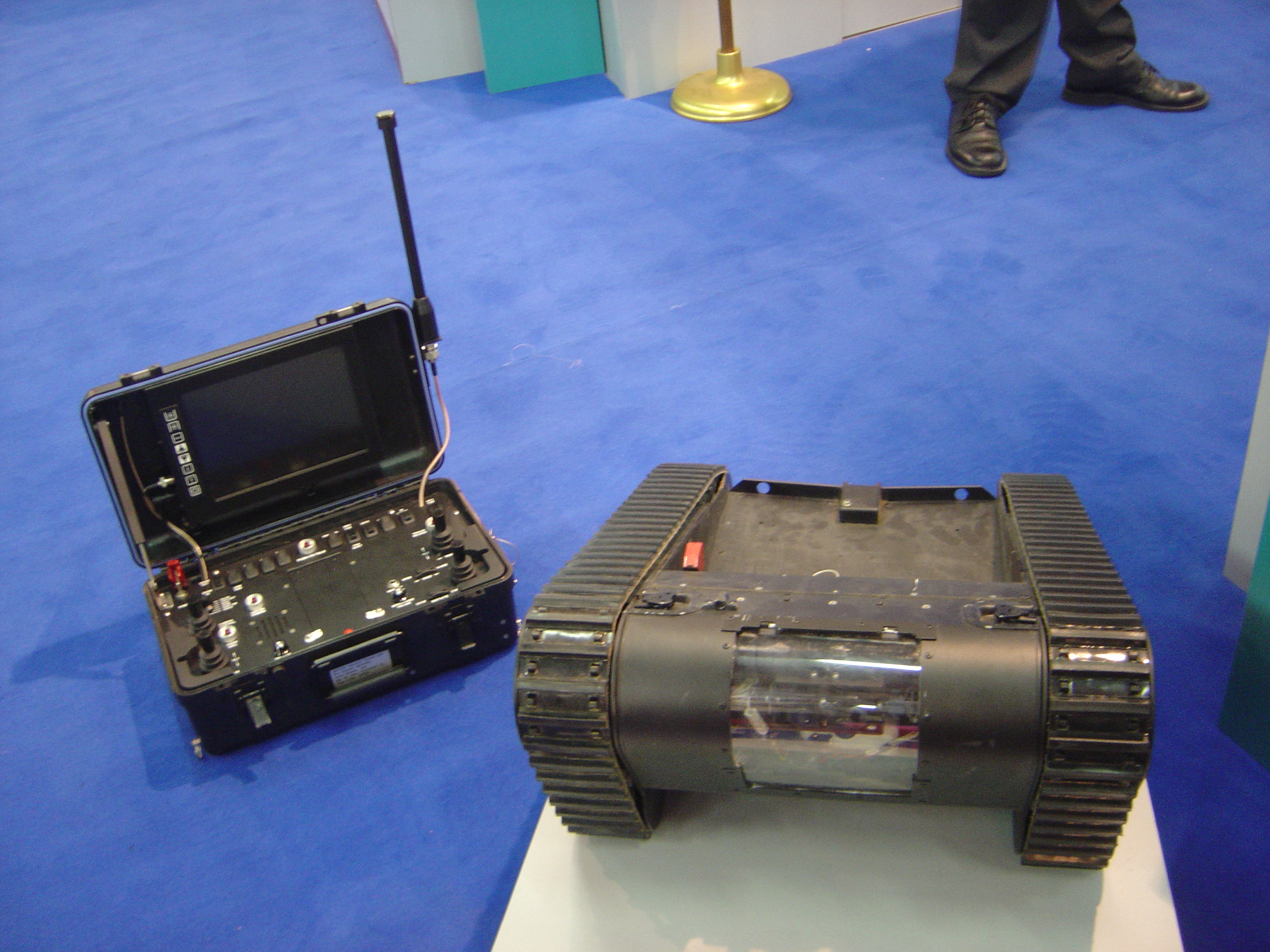
radiocommande (à gauche) d'un micro-tank (à droite) utilisé dans différents types de missions.
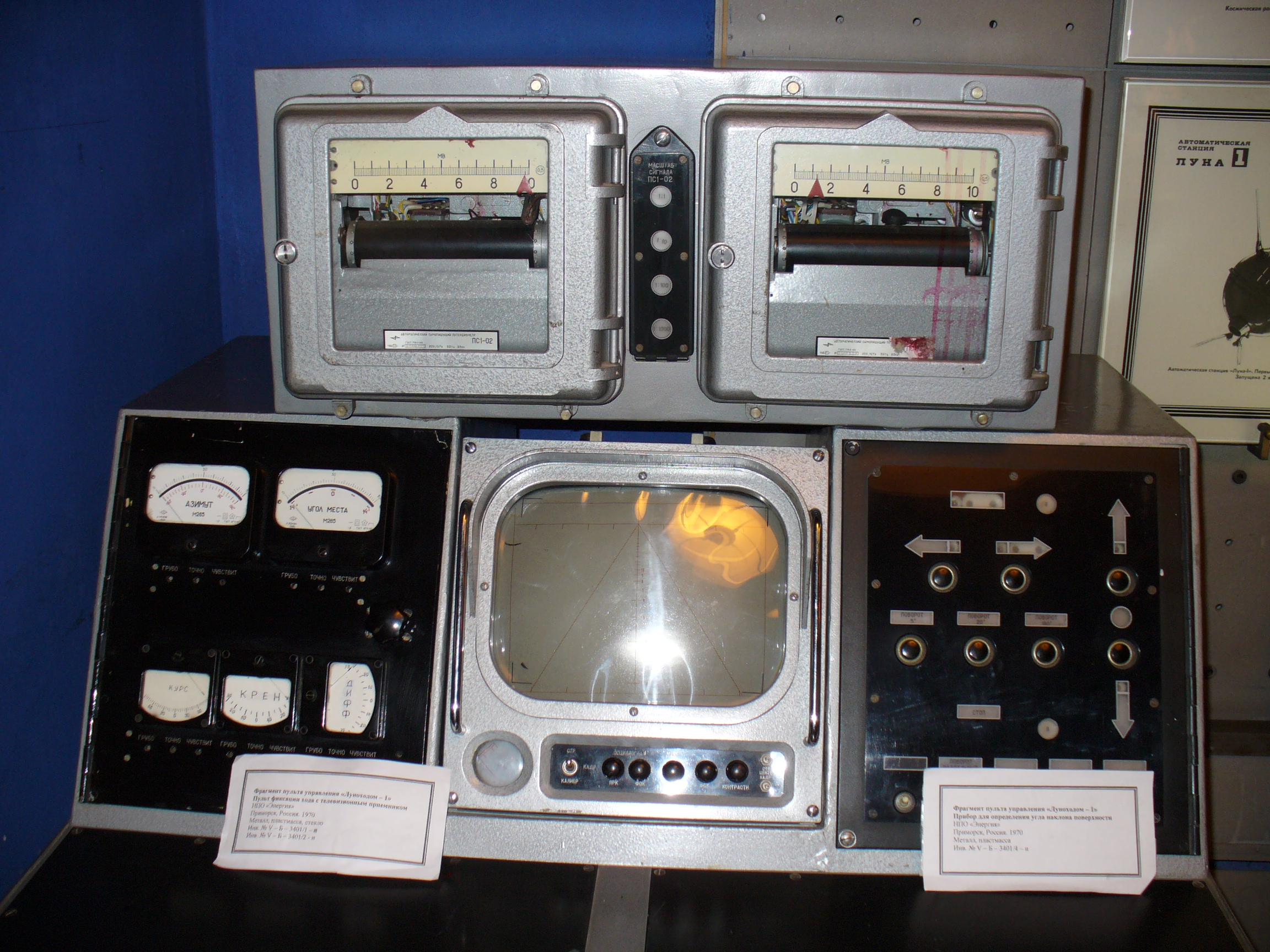
panneaux de contrôle de la mission Lunokhod 1, premier robot radiocommandé à se poser sur un sol extra-terrestre (la Lune)
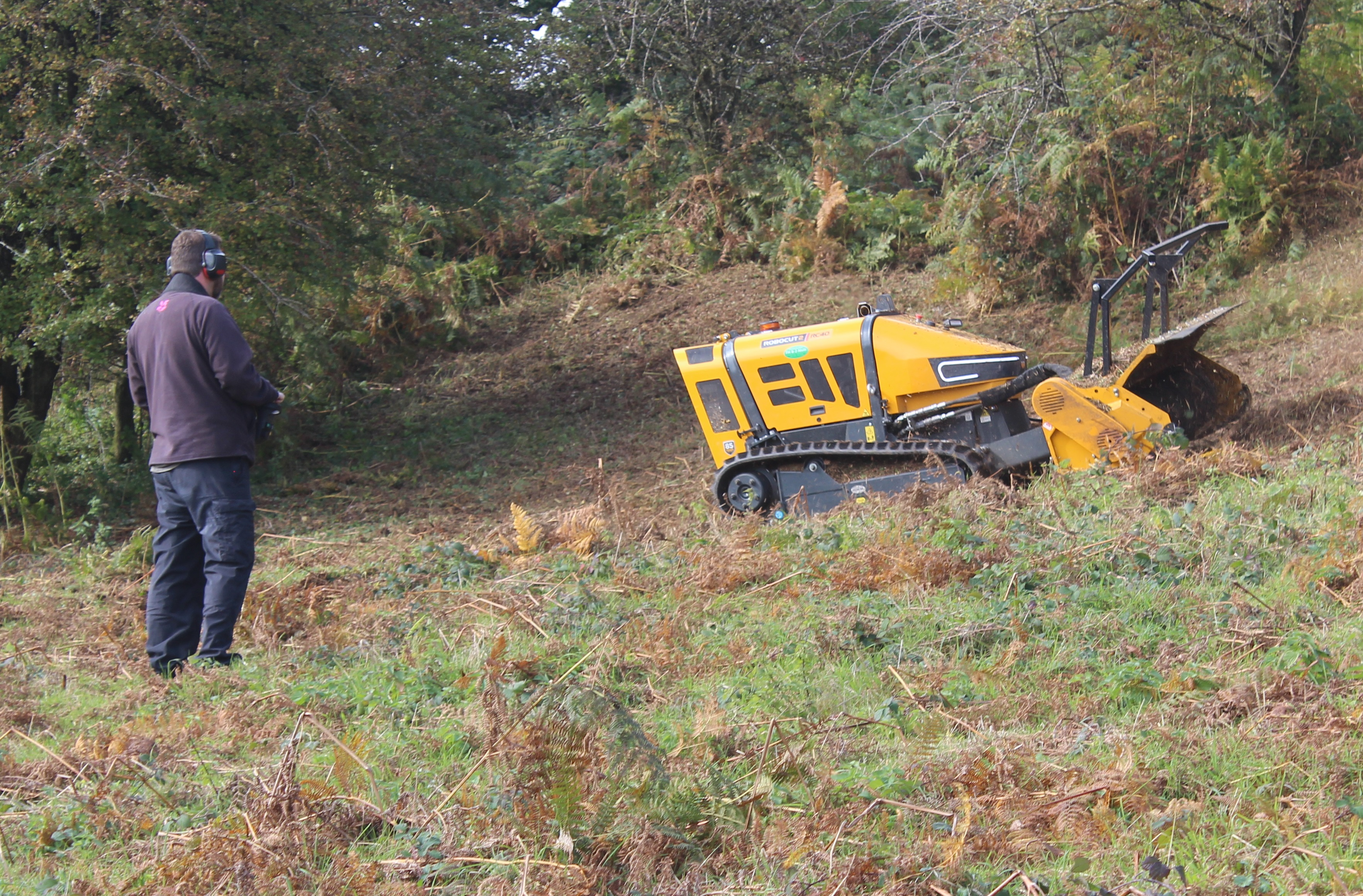
Faucheuse télécommandée à Croft Amberly, une forteresse de l'âge du fer en Angleterre.

## Fonctionnement

### Types de radiocommande de modélisme
- FM ou Modulation de fréquence : les radios émettent un signal selon trois types de modulation. Le mode PPM, meilleur marché que le mode PCM, est généralement utilisé sur les appareils RC d'entrée de gamme. La moindre fiabilité du mode PPM le rend plus adapté aux petits modèles qui sont moins dangereux que des appareils plus lourds. Les radios haut de gamme offrent trois modes (PCM et PPM et PWM) afin d'offrir une compatibilité avec la majorité des récepteurs.
- PPM ou Modulation d'impulsions en position : la commande est donnée par la position d'une courte impulsion dans une fenêtre de temps bien définie. Pour les avantages et inconvénients, voir PWM.
- PWM ou Modulation de largeur d'impulsion : c'est une modulation de type FSK dans laquelle la position de chacun des servomoteurs est codée par une impulsion de largeur variable. Chaque trame, d'une longueur fixe, débute par une impulsion de synchronisation. L'avantage de cette transmission est la simplicité de l'électronique nécessaire, ce qui a fait son succès aux débuts du radiomodélisme. Son inconvénient principal est l'absence de détection d'erreur.
- PCM ou Modulation par impulsions et codage : c'est un mode de modulation en fréquence de type FSK dans lequel la commande de chaque servomoteur est transmise sous forme d'un nombre codé. Les fabricants ont chacun leur propre système de codage de ce nombre sur une série variable de bits. JR utilise le mode Z-PCM (10 bits, 1 024 valeurs) et le S-PCM (11 bits, 2 048 valeurs). Futaba utilise le PCM-1024 et le G3 PCM (12 bits, 4 096 valeurs). L'avantage du codage PCM est de détecter les erreurs de transmission, ce qui permet de mettre les servomoteurs dans une position prédéfinie ou de les maintenir dans la dernière position correcte après la perte du signal : ce mode se nomme « Fail Safe », et s'avère intéressant du point de vue de la sécurité, notamment dans les hélicoptères (coupure des gaz en cas de perte de contrôle de l'appareil).
- 2,4 GHz : l'abandon des fréquences de l'ordre des dizaines de mégahertz au profit des fréquences de 2,4 GHz présente de nombreux avantages. D'abord, puisque les longueurs d'onde associées à cette fréquences sont très petites, la longueur des antennes des récepteurs peut être réduite à 3 cm. De plus, le bruit électromagnétique notamment dû aux moteurs électriques, qui se situe entre 10 et 100 MHz, ne perturbe ainsi plus les récepteurs proches.